# Johann Baptist Rousseau
Johann Baptist Rousseau (* 31. Dezember 1802 in Bonn; † 8. Oktober 1867 in Köln), Pseudonym: Friedrich Saalmüller und Albano, war ein deutscher Dichter, Journalist und Herausgeber.

## Leben
Johann Baptist Rousseaus Großvater war der aus Frankreich stammende Bonner Hofmaler François Rousseau (auch: Johann Franz, 1717? – 1804), der Vater war ein „Stubenmaler“ (also jemand, der nicht nur Farben großflächig aufträgt, sondern Zimmer mit Ornamenten versieht und insofern einem Kunstmaler nahesteht), die Mutter hieß Elisabeth. Über Johann Baptists Familie ist sonst wenig bekannt. Den Widmungen einiger Gedichte lässt sich entnehmen, dass er einen Bruder besaß, verheiratet war und vier Töchter hatte. Friedrich de la Motte Fouqué, ein Freund Rousseaus, spielt auf die Namensgleichheit mit dem berühmten Genfer Philosophen an, wenn er den Gedichten seines Freundes den Vers voranstellt:
An des Sees Gestaden,
Drinn sich Genf beschaut,
Sang schon grambeladen
Einer diesen Laut.
Rousseau studierte an der Bonner Universität Philosophie, Philologie und Geschichte. Dort lernte er Heinrich Heine kennen, mit dem ihn eine lose Freundschaft verband. Beide haben sich gegenseitig Sonette zugeeignet; Rousseau für Heine: Als ich noch ging im Flausch, war ich ein tolles Blut und Der Musentempel ist nun blank gescheuert; Heine für Rousseau: Bang hat der Pfaff sich in der Kirch verkrochen und Dein Freundesgruß konnt mir die Brust erschließen. Während seines Studiums wurde er 1820 Mitglied der Burschenschaft Germania Bonn. Nach seinem Studium wirkte Rousseau als Hauslehrer in Broich (Mülheim) (vor 1823). Rousseau war Herausgeber des Westdeutschen Musenalmanachs (1823/24), der Agrippina, Zeitschrift für Poesie, Literatur und Kunst (Köln 1824), der Literaturzeitschrift Rheinische Flora, Blätter für Kunst, Leben, Wissen und Verkehr (Aachen 1825/26) und der Pariser Modenzeitung für deutsche Frauen (Aachen 1826). In der Flora publizierten u. a. Heinrich Heine, August Wilhelm Schlegel, Wilhelm Smets, Friedrich Arnold Steinmann, Adelheid von Stolterfoth,  Wilhelm Oertel, Alfred von Reumont und Jodocus Donatus Hubertus Temme. Anton Wilhelm von Zuccalmaglio (alias Wilhelm von Waldbrühl) veröffentlichte in der Flora das Volkslied Es fiel ein Reif in der Frühlingsnacht, das Heine umgestaltet und als Mittelteil in seinem Gedicht Tragödie verwendete.
Rousseau gehörte einem Literaturkränzchen an, dessen Mitglieder sich 1823 an der „Reform des Kölner Karnevals“ beteiligten. Ende der 1820er hielt Rousseau sich in Frankfurt auf. 1829 war er Redakteur der Frankfurter Oberpostamtszeitung (in der er seinen Aufsatz Paganini zu Frankfurt a. M. publizierte). Anfang der 1830er Jahre redigierte er in München die Politische Zeitung. In Berlin verfasste er 1843 Theaterkritiken für die Allgemeine preußische Staatszeitung. Rousseau beschrieb seine Verhältnisse folgendermaßen: „Doktor der Philosophie, kurfürstlich-hessischer Hofrat und Mitglied mehrerer gelehrten Gesellschaften“. Trotzdem lebte er in ärmlichen Verhältnissen. 1844 bat er Giacomo Meyerbeer wiederholt (und erfolgreich) um finanzielle Unterstützung. Rousseau verbrachte die Jahre von 1845 bis 1854 in Wien, danach in Mainz (?). 1863 zog er nach Köln, wo er 1867 starb.
Unter dem Eindruck der Wiener Zeit entstand der Gedichtband Lorbeerkränze (sie enthalten gereimte Ergebenheitsadressen an  Ferdinand I.,  Franz Joseph I., Felix zu Schwarzenberg,  Josef Radetzky und andere, vor allem Militärs, Hofbeamte und Kirchenmänner). Seine Kunststudien (1834) sind auch heute noch (oder wieder) lesenswert, weil sie vergessene Details des Kulturlebens in Erinnerung rufen. So enthält der Aufsatz Über die Gedichte des Königs Ludwig von Baiern eine lange Aufzählung gekrönter Häupter, die Gedichte, Dramen und Romane verfasst haben (beispielsweise Katharina II. als Autorin dreier Lustspiele). Der Aufsatz Andeutungen zur Beurtheilung einiger der bekanntesten Opern ... befasst sich u. a. mit Werken einst oft gespielter, heute vergessener Opernkomponisten, z. B. Die Sängerinnen auf dem Lande (Le cantatrici villane) und Die wandernden Komödianten (I virtuosi ambulanti) von Valentino Fioravanti, Joconde von Nicolas Isouard und Die Räuberbraut von Ferdinand Ries. Eine Kuriosität ist das Gedicht Die Rheinfahrt Friedrich Wilhelms III. aus dem Gedichtband Spiele der Muse (1829). In der Vorrede dazu schreibt Rousseau: „Die günstige Rheinfahrt Sr. Majestät des Königs von Preußen, als er unter dem Jubel des gesammten Volkes am 14. Sept. 1825 bei Bonn vorüber fuhr, besang A. W. von Schlegel, damaliger Rektor der  Rheinuniversität, in einem vortrefflichen lateinischen Gedicht, welches wir hier in einer Übersetzung mittheilen.“
Die Literaturgeschichte nimmt kaum Notiz von Rousseau. Sein Andenken lebt aber in den Gedichten fort, die bekannte Komponisten vertont haben: Giacomo Meyerbeer (Du schönes Fischermädchen, siehst du den Abendstern, Johannes Brahms (Der Frühling, Opus 6, Nr. 2), Ferdinand Ries (Oratorium Der Sieg des Glaubens, Opus 157, ferner Auf des Maines grünen Auen, Wenn die Fluthen blau, wenn die Lüfte lau, Liebe recht tief gehegt, Was trinkt Ihr? Schenkt lustig ein), Carl Friedrich Zöllner (Ich schleiche hin, ich schleiche her, wohl ohne Rast und Ruh und Vater, der du bist die Liebe),  Bernhard Joseph Klein (Ich will dich gerne meiden, nur einmal gib mir Muth).

## Schriften
- Poesien für Liebe und Freundschaft, Hamm 1822
- Gedichte, Krefeld 1823 (100 Gedichte, „der erste poetische Versuch“)
- Lieder vom Kölner Dome (Hrsg.), Köln 1823
- Das Niederrheinische Musikfest von 1824, Köln 1824
- Michel Angelo, ein Trauerspiel in vier Akten, Aachen 1825
- Die weiße Frau, Übersetzung des Librettos von Scribe für die Oper La dame blanche von François-Adrien Boieldieu, 1825
- Spiele der Muse, Frankfurt / Main 1829 (114 Gedichte, Vorwort von Friedrich de la Motte Fouqué[15])
- Bernsteine, Gedichte und Novellen, Frankfurt / Main 1831
- Kunststudien, München 1834
- Dramaturgische Parallelen[16], München 1834
- Purpurviolen der Heiligen oder Poesie und Kunst im Katholicismus (Hrsg.), Frankfurt / Main 1835[17]
- Marienbüchlein, Gesänge aller Zeiten und Völker zu Ehren der Allerheiligsten Jungfrau (Hrsg.), Frankfurt / Main 1836[18]
- Poetische Reisetabletten aus Italien, Tyrol, Deutschland, dem Elsass und der Schweiz, Frankfurt 1836
- Die Rose von Mantua, Novelle, Aachen 1837[19]
- Kinderbrevier in Erzählungen und Gedichten., Aachen 1837
- Madonna in Liedern, Legenden und Sagen gefeiert, Berlin 1837
- Romanzen und Zeitbilder, Düsseldorf 1838 Digitalisat
- Und wenn der Mai nun blüht ins Land  ( Prolog in Karl Fink, Gedichte ,) Köln 1841
- Prolog zu "Gedichte von Karl Fink, Maler", Köln 1842
- Rheinische Glockentöne, Olpe 1843
- Der Schwanenritter, Libretto einer (nie komponierten) Oper[20], 1844
- Auserlesene Sammlung rheinischer Sagen in Volksgeschichten, Legenden und Mythen vom Rhein und seinen Nebenflüssen. - Coblenz : Müller, 1846. Digitalisierte Ausgabe
- Muttergottesrosen (Hrsg.), Wien 1848
- Russen-Büchlein, Wien 1854
- Das Bonifazius-Lied, Mainz 1855
- Lorbeerkränze als Zeit- und Gedenkblätter aus Österreich, Mainz 1856
- Die Himmelsmutter, ein marianischer Rosenkranz, Denkmal der Liebe eines deutschen Dichters zur Allerseligsten Jungfrau, Mainz 1857
- Tausend und eine Rheinsage : rheinischer Sagen- und Liederschatz in Volksgeschichten, Legenden und Mythen vom Rhein und seinen Nebenflüssen ; mit Benutzung von gedruckten und ungedruckten Quellen, zu Lust und Lehre ... / hrsg. von Joh. Bapt. Rousseau. - Düsseldorf : Bureau des Panorama von Deutschland [u. a.], 1841. Digitalisierte Ausgabe der Universitäts- und Landesbibliothek Düsseldorf

## Zitate
Der größte Beutelschneider
Ist Amor wohl, der Gott,
Auch mich hat leider, leider
Der Schelm gemacht zu Spott
(aus Spiele der Muse)
- Heine ist einer von denjenigen Dichtern, die durch mannichfache Leiden, meist unverschuldete, in die Dornen der Poesie hineingejagt wurden, um als Nachtigallen zu singen und zu sterben (aus dem Aufsatz Zur Würdigung H. Heines in den Kunststudien)
- Man hat gesagt, Poesie sei eine redende Malerei, Malerei eine stumme Poesie (aus dem Aufsatz Schillers Mädchen aus der Fremde in den Kunststudien)